# 维苏
维苏（法語：Wissous，法語發音：[visu] ⓘ）是法国法兰西岛大区埃松省的一个市镇，属于帕莱索区。

## 地理
维苏（48°43'51"N, 2°19'38"E）面积9.11 平方千米，位于法国法蘭西島大區埃松省，该省份为法国北部内陆省份，北起上塞纳省和马恩河谷省，西接厄尔-卢瓦省和伊夫林省，南至卢瓦雷省，东临塞纳-马恩省。
与维苏接壤的市镇（或旧市镇、城区）包括：安东尼、希伊-马萨林、马西、莫朗日斯、帕赖维埃耶波斯特、弗雷讷、兰日斯。

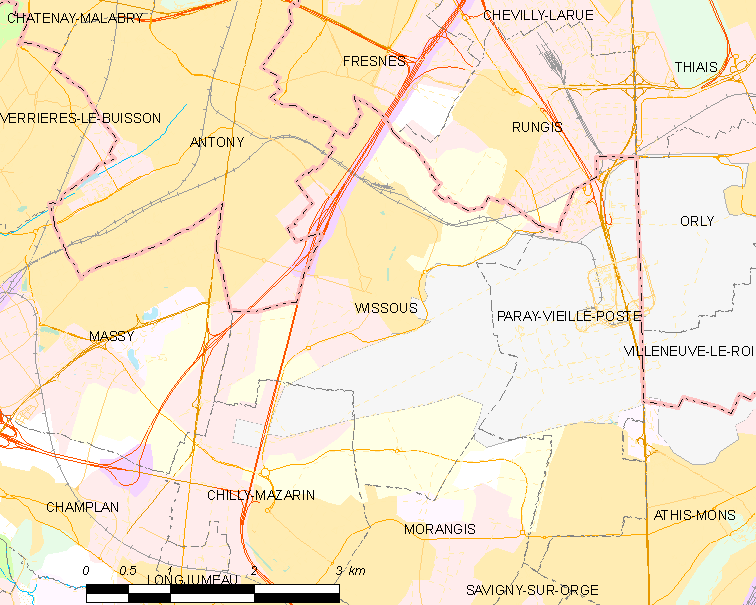
维苏的OSM定位图

维苏的时区为UTC+01:00、UTC+02:00（夏令时）。

## 行政
维苏的邮政编码为91320，INSEE市镇编码为91689。

## 政治
维苏所属的省级选区为奥尔日河畔萨维尼县。

## 人口

1962-2008年间维苏人口变化图示

维苏于2022年1月1日时的人口数量为6924人。